# François de Rovérié de Cabrières
François de Rovérié de Cabrières (Beaucaire, 30 augustus 1830 – Montpellier, 21 december 1921) was een Frans kardinaal-priester.

## Biografie
De Rovérié de Cabrières werd geboren in 1830. In 1853 werd hij tot priester gewijd. In 1874 werd hij tot bisschop van Montpellier benoemd door Pius IX. In 1911 werd hij verheven tot kardinaal-priester door paus Pius X; zijn titelkerk in Rome is de Santa Maria della Vittoria. 
Hij nam deel aan het conclaaf van 1914. 
Met het overlijden van Angelo di Pietro in 1914 werd hij de oudst nog levende kardinaal. Hij overleed op 91-jarige leeftijd. Hij ligt begraven in de kathedraal van Montpellier. 

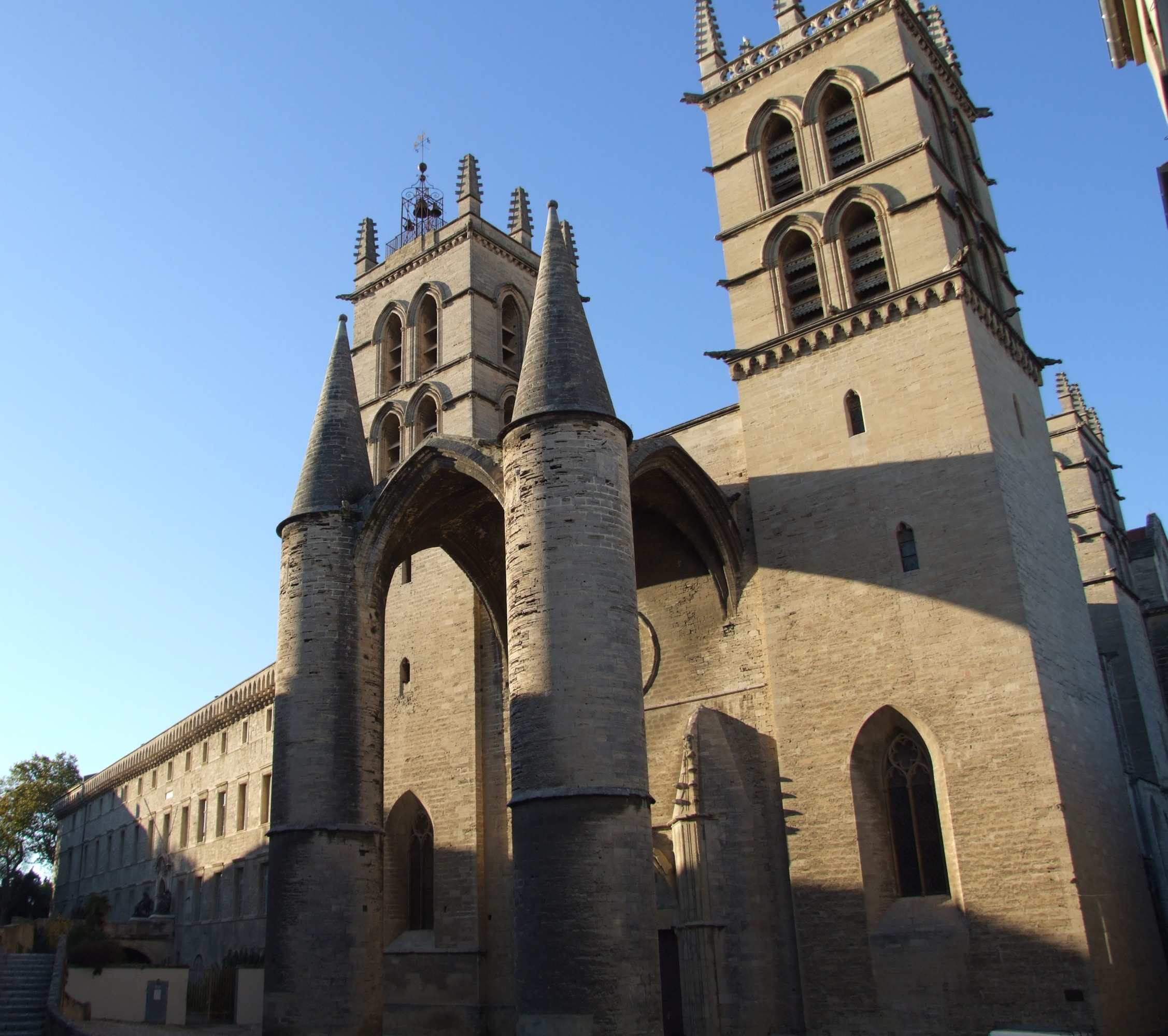
Kathedraal Saint-Pierre van Montpellier

- Bibliothèque nationale de France: cb121067062 (data)
- Gemeinsame Normdatei: 133545032
- International Standard Name Identifier: 0000 0000 6299 4371
- Library of Congress Control Number: n85057170
- Base Léonore: LH//2417/9
- Nederlandse Thesaurus van Auteursnamen: 102318271
- Istituto Centrale per il Catalogo Unico: TO0V402268
- Système universitaire de documentation: 02944005X
- Trove: 1308483
- Virtual International Authority File: 64036321
- WorldCat: E39PBJpv7wCHV4v8pPRgbmQDv3